# كأس هولندا 1984–85
كأس هولندا 1984–85 (بالهولندية: KNVB beker 1984/85)‏ هو الموسم 67 من كأس هولندا. أشرف على تنظيمه الاتحاد الملكي الهولندي لكرة القدم، وكان عدد الأندية المشاركة فيه 64، وفاز فيه نادي أوترخت.